# 1 000 kilomètres de Fuji 1992 (All Japan)
Navigation
Édition précédente
Les 1 000 kilomètres de Fuji 1992 (officiellement appelé les 1992 All Japan Fuji 1000 km), disputées le 4 mai 1992 sur le Fuji Speedway, ont été la deuxième manche du Championnat du Japon de sport-prototypes 1992.

## La course

### Classement de la course
Voici le classement officiel au terme de la course,.
- Les premiers de chaque catégorie du championnat du monde sont signalés par un fond jaune.
- Pour la colonne Pneus, il faut passer le curseur au-dessus du modèle pour connaître le manufacturier de pneumatiques.
- Les voitures ne réussissant pas à parcourir 75% de la distance du gagnant sont non classées (NC).

| Pos  | Classe | no  | Écurie                      | Pilotes                                              | Châssis                         | Pneus | Tours | Temps               |
| Pos  | Classe | no  | Écurie                      | Pilotes                                              | Moteur                          | Pneus | Tours | Temps               |
| ---- | ------ | --- | --------------------------- | ---------------------------------------------------- | ------------------------------- | ----- | ----- | ------------------- |
| 1    | C1     | 1   | Nissan Motorsports          | Kazuyoshi Hoshino Toshio Suzuki                      | Nissan R92CP                    | B     | 224   | 5 h 20 min 49 s 891 |
| 1    | C1     | 1   | Nissan Motorsports          | Kazuyoshi Hoshino Toshio Suzuki                      | Nissan VHR35Z 3,5 l V8 Turbo    | B     | 224   | 5 h 20 min 49 s 891 |
| 2    | C1     | 61  | Team Take One               | Hideki Okada Thomas Danielsson (en)                  | Nissan R91CP                    | D     | 224   | + 1 min 21 s 375    |
| 2    | C1     | 61  | Team Take One               | Hideki Okada Thomas Danielsson (en)                  | Nissan VHR35Z 3,5 l V8 Turbo    | D     | 224   | + 1 min 21 s 375    |
| 3    | C1     | 27  | FromA Racing                | Volker Weidler Mauro Martini Katsutomo Kaneishi (en) | Nissan R91CK                    | B     | 223   | + 1 tour            |
| 3    | C1     | 27  | FromA Racing                | Volker Weidler Mauro Martini Katsutomo Kaneishi (en) | Nissan VHR35Z 3,5 l V8 Turbo    | B     | 223   | + 1 tour            |
| 4    | C1     | 24  | Nissan Motorsports          | Masahiro Hasemi Jeff Krosnoff Masahiko Kageyama      | Nissan R92CP                    | B     | 209   | + 15 tours          |
| 4    | C1     | 24  | Nissan Motorsports          | Masahiro Hasemi Jeff Krosnoff Masahiko Kageyama      | Nissan VHR35Z 3,5 l V8 Turbo    | B     | 209   | + 15 tours          |
| 5    | C1     | 36  | Toyota Team TOM'S           | Pierre-Henri Raphanel Masanori Sekiya                | Toyota 92C-V                    | B     | 203   | + 21 tours          |
| 5    | C1     | 36  | Toyota Team TOM'S           | Pierre-Henri Raphanel Masanori Sekiya                | Toyota R36V 3,6 l V8 Turbo      | B     | 203   | + 21 tours          |
| 6    | C1     | 230 | Pleasure Racing             | Tetsuji Shiratori Masatomo Shimizu Seisaku Suzuki    | Mazda 767B                      | D     | 170   | + 54 tours          |
| 6    | C1     | 230 | Pleasure Racing             | Tetsuji Shiratori Masatomo Shimizu Seisaku Suzuki    | Mazda 13J 2,6 l 2-Rotor         | D     | 170   | + 54 tours          |
| Abd. | C      | 5   | Mazdaspeed                  | Takashi Yorino Yojiro Terada Maurizio Sandro Sala    | Mazda MXR-01                    | D     | 134   | Moteur              |
| Abd. | C      | 5   | Mazdaspeed                  | Takashi Yorino Yojiro Terada Maurizio Sandro Sala    | Judd MV10 3,5 l V10 Atmo        | D     | 134   | Moteur              |
| Abd. | C1     | 39  | Kitz Racing Team with SARD  | Roland Ratzenberger Eddie Irvine Eje Elgh            | Toyota 92C-V                    | B     | 124   | Transmission        |
| Abd. | C1     | 39  | Kitz Racing Team with SARD  | Roland Ratzenberger Eddie Irvine Eje Elgh            | Toyota R36V 3,6 l V8 Turbo      | B     | 124   | Transmission        |
| Abd. | C1     | 99  | Trust Racing Team           | George Fouché Steven Andskär                         | Toyota 92C-V                    | D     | 71    | Différentiel        |
| Abd. | C1     | 99  | Trust Racing Team           | George Fouché Steven Andskär                         | Toyota R36V 3,6 l V8 Turbo      | D     | 71    | Différentiel        |
| Abd. | C      | 3   | Navi Connection Racing Team | Kaoru Iida Yoshiyasu Tachi                           | Mazda 767B                      | D     | 31    | Moteur              |
| Abd. | C      | 3   | Navi Connection Racing Team | Kaoru Iida Yoshiyasu Tachi                           | Ford Cosworth DFR 3,5 l V8 Atmo | D     | 31    | Moteur              |

## Pole position et record du tour
- Pole position :  Kazuyoshi Hoshino (#1 Nissan Motorsports) en 1 min 14 s 088
- Meilleur tour en course :  Masahiro Hasemi (#24 Nissan Motorsports) en 1 min 17 s 574

## À noter
- Longueur du circuit : 4,470 km
- Distance parcourue par les vainqueurs : 1 001,280 km